# خانه راحمی
منزل راحمی مربوط به دوره قاجار است و در شیراز، محله اسحق بیگ، کوچه نصیرنظام، پشت مسجدعلی خان واقع شده و این اثر در تاریخ ۱۱ دی ۱۳۸۰ با شمارهٔ ثبت ۴۶۷۳ به‌عنوان یکی از آثار ملی ایران به ثبت رسیده است.